# Bredasdorp
Bredasdorp est une ville de la province du Cap-Occidental en Afrique du Sud. Elle est située sur le côté nord de la plaine Agulhas, à 160 kilomètres au sud-est du Cap et à 35 kilomètres au nord du cap des Aiguilles.

## Démographie
Selon le recensement de 2011, Bredasdorp compte 15 524 habitants, majoritairement coloured (66,50%). Les  blancs et les noirs représentent respectivement 19,03 % et 12,74 % des habitants. 
L'afrikaans est la langue maternelle majoritairement utilisée par la population locale (83,09%).

## Histoire

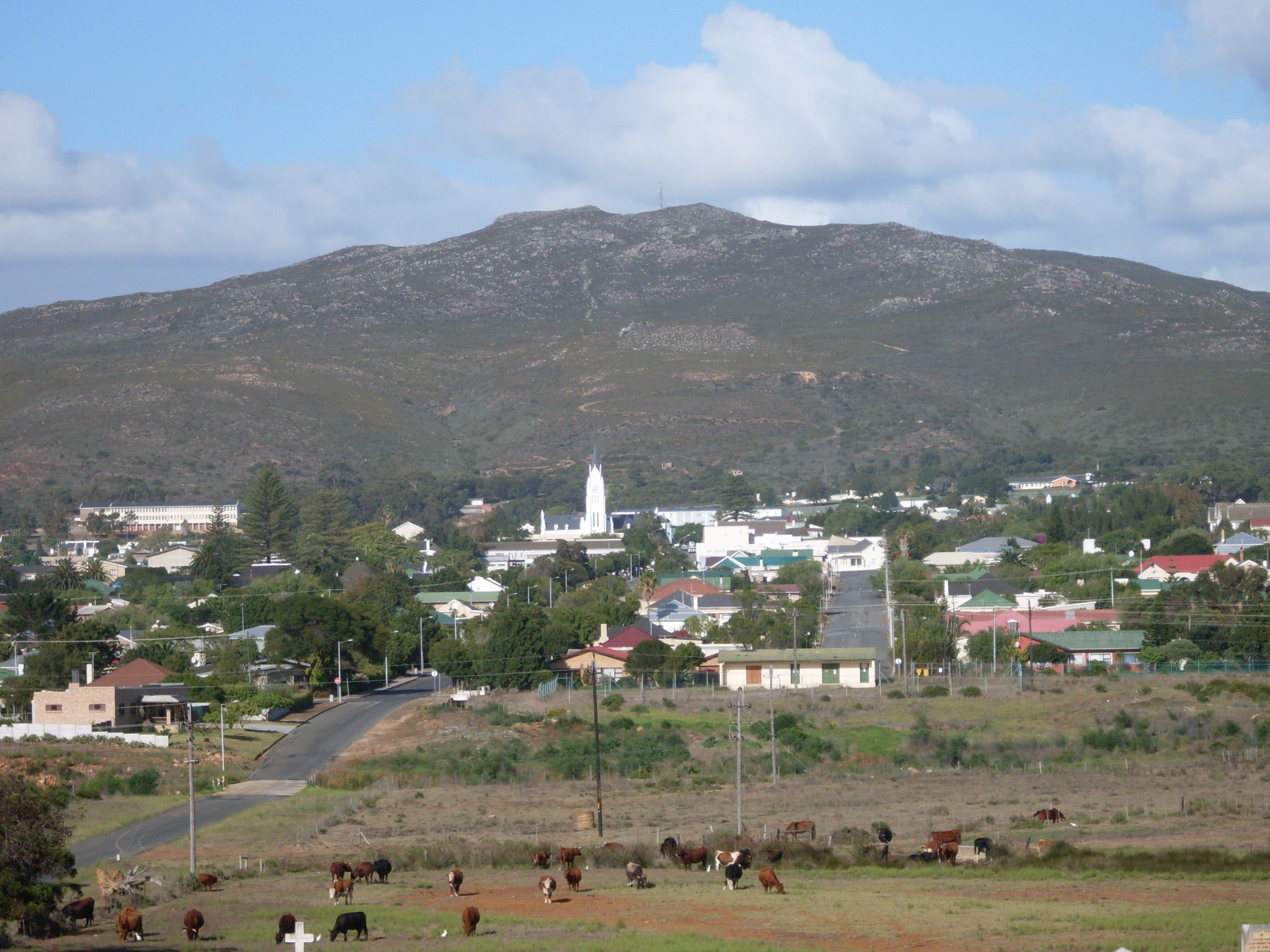
Vue générale

La ville a été bâtie à la suite de la construction de l'Église réformée néerlandaise en 1838 sur la ferme Langefontein. Son nom provient de celui de Michiel van Breda qui a été le premier maire de la ville du Cap, ainsi qu'un personnage important dans l'élevage du mouton. L'emplacement de l'église ayant été un sujet de discorde, deux villes ont été établies, avec une église dans chacune, Bredasdorp et Napier.

## Géographie et climat
Bredasdorp est située à une altitude de 40 à 120 mètres, sur les flancs de la montagne Heuningberg. Son climat est méditerranéen, sa proximité de l'océan (25 kilomètres), lui offre des températures modérées. On y pratique l'agriculture et l'élevage.

## Galerie

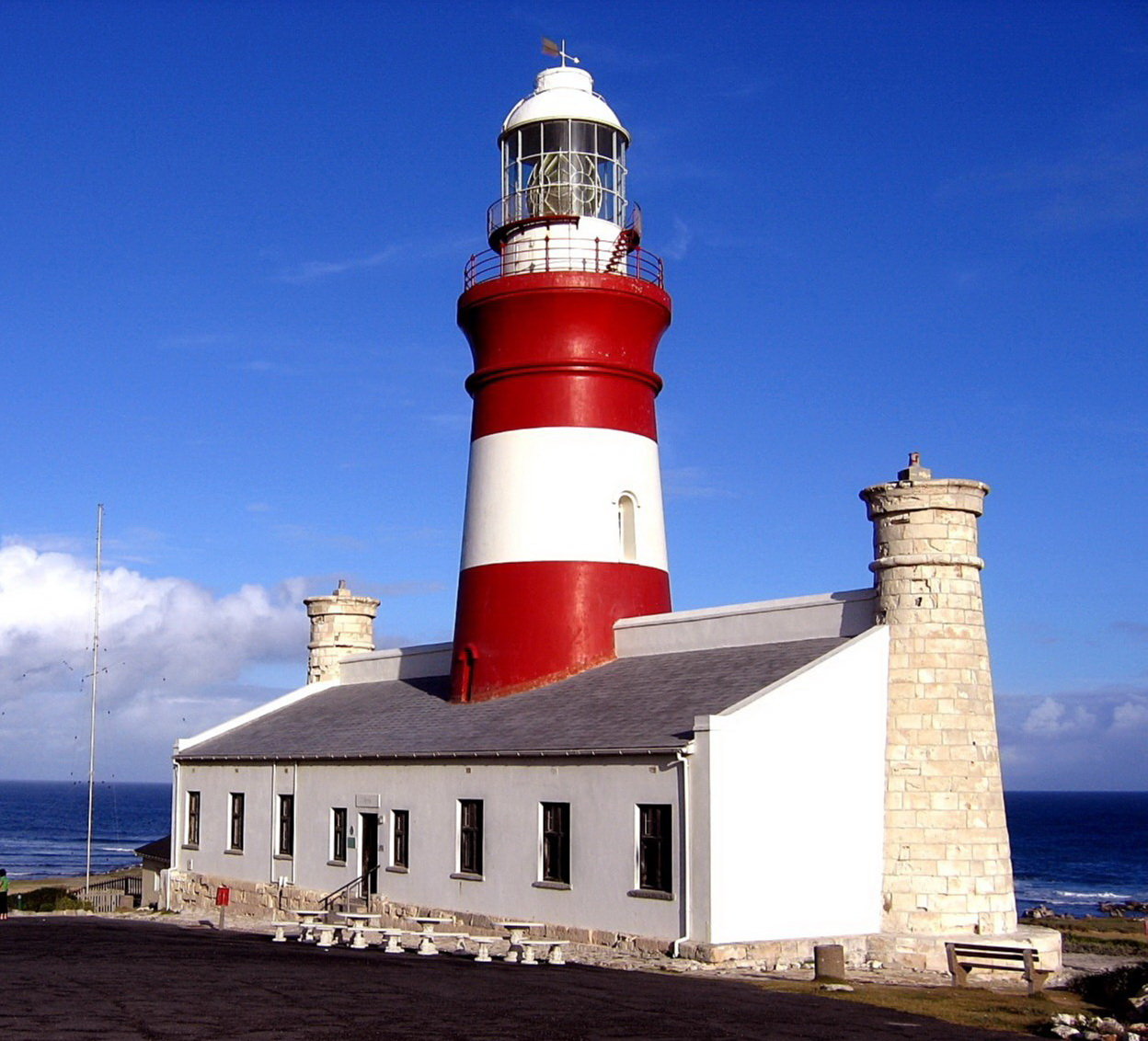
Le phare du Cap des Aiguilles près de Bredasdorp
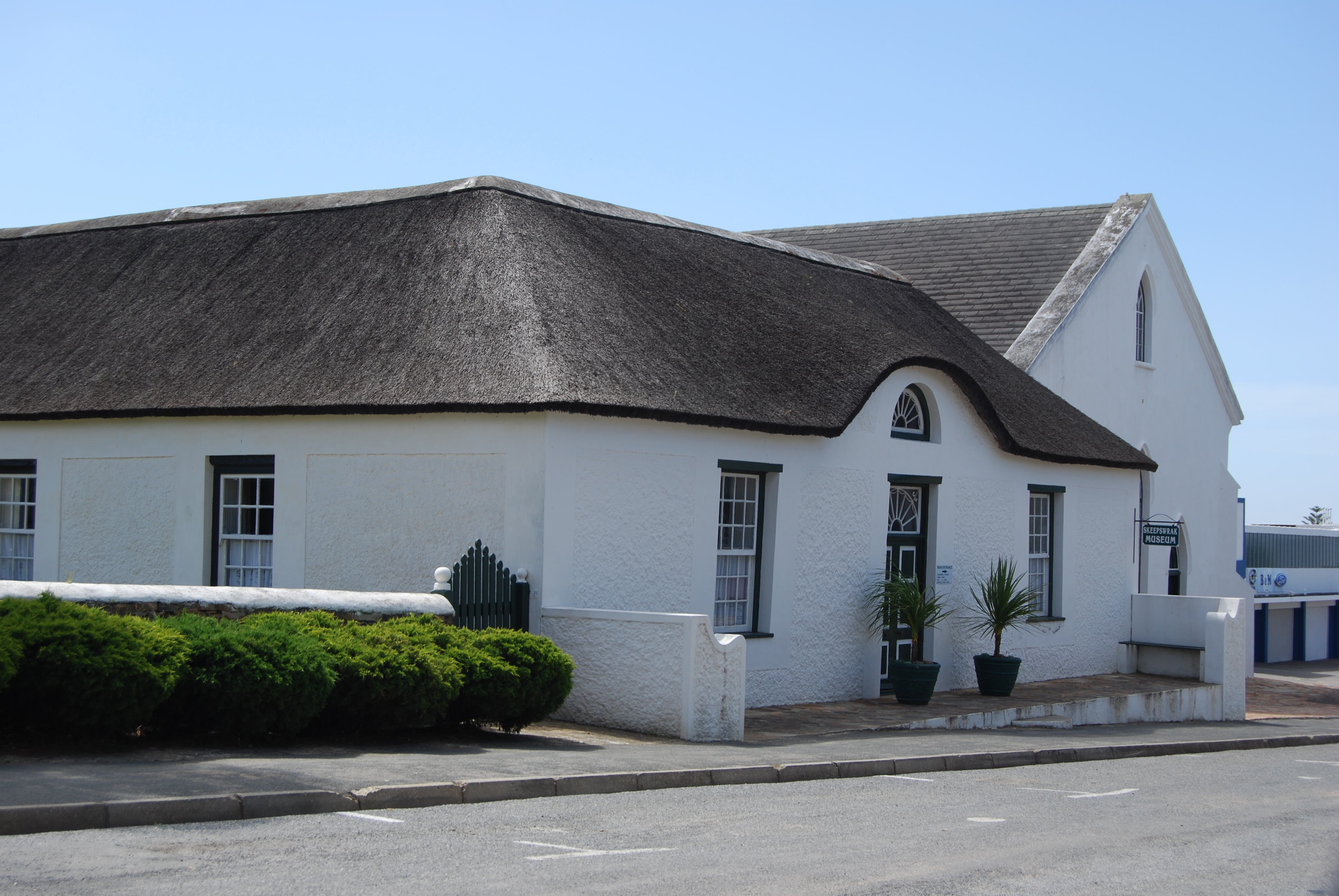
Bredasdorp Museum
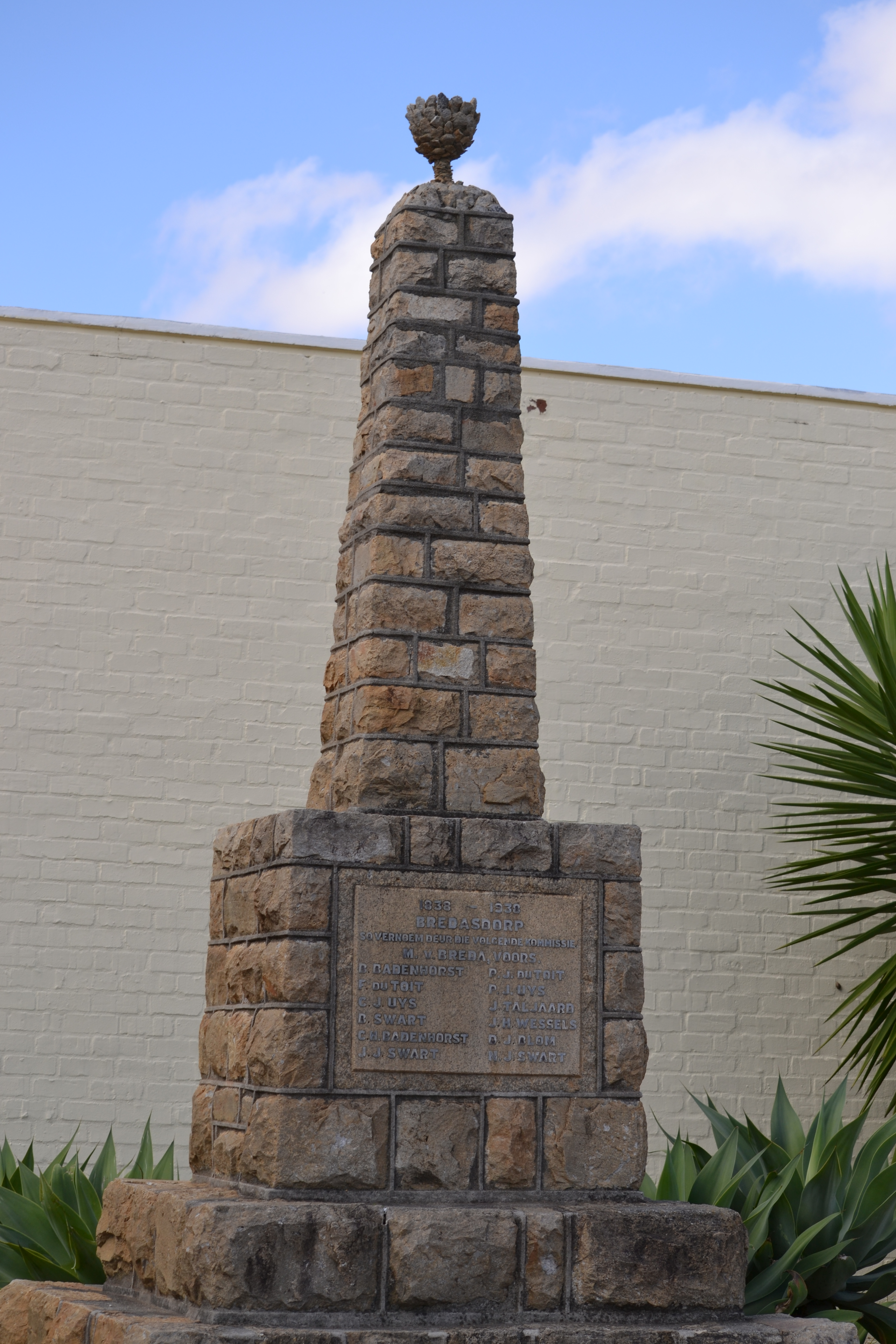
Memorial du centenaire du Grand Trek

## Personnalités locales
- Pieter Voltelyn Graham van der Byl, député de la circonscription de Bredasdorp de 1929 à 1948
- D.C.H. Uys, député de la circonscription de Bredasdorp de 1948 à 1953 et de celle de Bredasdorp-Caledon de 1953 à 1958.